# Neivamyrmex tristis
Neivamyrmex tristis é uma espécie de formiga do gênero Neivamyrmex.